# Championnats d'Asie d'escalade
Les Championnats d'Asie d'escalade sont une compétition d'escalade sportive où s'affrontent les représentants des pays d'Asie dans le cadre d’un certain nombre d’épreuves, organisée par la Fédération internationale d'escalade. 

## Éditions
| Édition | Année | Lieu          | Date(s)              | Disciplines                                               | Notes  |
| ------- | ----- | ------------- | -------------------- | --------------------------------------------------------- | ------ |
| 3       | 1994  | Matsumoto     |                      | Difficulté + Vitesse                                      |        |
| 4       | 1995  | Singapour     |                      | Difficulté + Vitesse                                      |        |
| 7       | 1998  | Taoyuan       | 19–20 décembre 1998  | Difficulté + Vitesse                                      |        |
| 9       | 2000  | Kuala Lumpur  | 25–26 novembre 2000  | Difficulté + Vitesse                                      | ,      |
| 10      | 2001  | Jakarta       | 27–28 octobre 2001   | Difficulté + Vitesse                                      |        |
| 10      | 2001  | Yung Ho       | 19–20 décembre 2001  | Bloc                                                      |        |
| 11      | 2002  | Toyama        | 12–13 octobre 2002   | Difficulté + Vitesse                                      | [ 3 ]  |
| 12      | 2003  | Pékin         | 23–24 August 2003    | Difficulté + Vitesse                                      | [ 4 ]  |
| 13      | 2004  | Jeolla du Sud | 30–31 octobre 2004   | Difficulté + Vitesse                                      | [ 5 ]  |
| 14      | 2005  | Kerman        | 20–22 septembre 2005 | Difficulté + Vitesse                                      | [ 6 ]  |
| 15      | 2006  | Kaohsiung     | 26–29 octobre 2006   | Difficulté + Bloc + Vitesse                               | [ 7 ]  |
| 16      | 2007  | Canton        | 8–11 novembre 2007   | Difficulté + Bloc + Vitesse                               | [ 8 ]  |
| 17      | 2008  | Canton        | 21–25 mai 2008       | Difficulté + Bloc + Vitesse                               | [ 9 ]  |
| 18      | 2009  | Chuncheon     | 28–30 août 2009      | Difficulté + Bloc + Vitesse                               | [ 10 ] |
| 19      | 2010  | Changzhi      | 16–19 septembre 2010 | Difficulté + Bloc + Vitesse                               | [ 11 ] |
| 20      | 2011  | Huangshi      | 9–1 décembre 2011    | Difficulté + Bloc + Vitesse                               |        |
| 20      | 2012  | Leye          | 25–28 avril 2012     | Difficulté + Bloc + Vitesse                               | [ 12 ] |
| 21      | 2013  | Téhéran       | 22–24 mai 2013       | Difficulté + Bloc + Vitesse                               | [ 13 ] |
| 22      | 2014  | Lombok        | 1–3 octobre 2014     | Difficulté + Bloc + Vitesse                               | [ 14 ] |
| 23      | 2015  | Ningbo        | 20–22 novembre 2015  | Difficulté + Bloc + Vitesse + Relais de vitesse           | [ 15 ] |
| 24      | 2016  | Duyun         | 3–6 August 2016      | Difficulté + Bloc + Vitesse + Relais de vitesse           | [ 16 ] |
| 25      | 2017  | Téhéran       | 18–21 septembre 2017 | Difficulté + Bloc + Vitesse + Relais de vitesse           | [ 17 ] |
| 26      | 2018  | Kurayoshi     | 7–11 novembre 2018   | Difficulté + Bloc + Vitesse + Combiné                     | [ 18 ] |
| 27      | 2019  | Bogor         | 6–10 novembre 2019   | Difficulté + Bloc + Vitesse + Combiné + Relais de vitesse | ,      |
| 28      | 2020  | Xiamen        | 9–13 décembre 2020   | Combiné                                                   | [ 21 ] |
| 28      | 2022  | Séoul         | 10-16 octobre 2022   | Difficulté + Bloc + Vitesse + Combiné                     | [ 22 ] |

## Médaillés

### Difficulté
| Année | Or                    | Argent           | Bronze          |
| ----- | --------------------- | ---------------- | --------------- |
| 2000  | Yuji Hirayama         | Son Sang-won     | Keita Mogaki    |
| 2001  |                       |                  |                 |
| 2002  | Takaaki Tsuiki        | Kim Dong-sik     | Cho Kyu-bog     |
| 2003  | Kim Ja-ha             | Cao Rongwu       | Liu Changzhong  |
| 2004  | Son Sang-won          | Yuji Hirayama    | Chae Min-woo    |
| 2005  | Son Sang-won          | Kim Ja-bee       | Hidekazu Ito    |
| 2006  | Yuji Hirayama         | Sachi Amma       | Son Sang-won    |
| 2007  | Son Sang-won          | Sachi Amma       | Min Hyun-bin    |
| 2008  | Sachi Amma            | Min Hyun-bin     | Son Sang-won    |
| 2009  | Son Sang-won          | Min Hyun-bin     | Hidekazu Ito    |
| 2010  | Min Hyun-bin          | Son Sang-won     | Kazuma Watanabe |
| 2012  | Min Hyun-bin          | Davoud Rekabi    | Park Ji-hwan    |
| 2013  | Gholam Ali Baratzadeh | Reza Kolasangian | Kim Ja-bee      |
| 2014  | Min Hyun-bin          | Aan Aviansyah    | Ma Zida         |
| 2015  | Keiichiro Korenaga    | Minoru Nakano    | Qu Haibin       |
| 2016  | Keiichiro Korenaga    | Pan Yufei        | Taito Nakagami  |
| 2017  | Kokoro Fujii          | Qu Haibin        | Yoshiyuki Ogata |
| 2018  | Kokoro Fujii          | Hidemasa Nishida | Tomoaki Takata  |
| 2019  | Kokoro Fujii          | Shuta Tanaka     | Taisei Honma    |
| 2022  | Tomoa Narasaki        | Yoshiyuki Ogata  | Kokoro Fujii    |

### Bloc
| Année | Or                    | Argent          | Bronze          |
| ----- | --------------------- | --------------- | --------------- |
| 2001  | Lee Jae-yong          | Yuichi Miyabo   | Tomoki Usami    |
| 2006  | Akito Matsushima      | Son Sang-won    | Keita Mogaki    |
| 2007  | Son Sang-won          | Keita Mogaki    | Kazuma Watanabe |
| 2008  | Tsukuru Hori          | Son Sang-won    | Kim Jang-hyuk   |
| 2009  | Son Sang-won          | Tsukuru Hori    | Kazuma Watanabe |
| 2010  | Min Hyun-bin          | Tsukuru Hori    | Keita Mogaki    |
| 2012  | Shinta Ozawa          | Min Hyun-bin    | Park Ji-hwan    |
| 2013  | Gholam Ali Baratzadeh | Kim Ja-bee      | Min Hyun-bin    |
| 2014  | Aan Aviansyah         | Ma Zida         | Qu Haibin       |
| 2015  | Tsukuru Hori          | Keita Watabe    | Rei Sugimoto    |
| 2016  | Yoshiyuki Ogata       | Tomoa Narasaki  | Chon Jongwon    |
| 2017  | Kokoro Fujii          | Yoshiyuki Ogata | Keita Watabe    |
| 2018  | Meichi Narasaki       | Keita Watabe    | Pan Yufei       |
| 2019  | Katsura Konishi       | Kokoro Fujii    | Rei Kawamata    |
| 2022  | Tomoa Narasaki        | Yoshiyuki Ogata | Katsura Konishi |

### Vitesse
| Année | Or                    | Argent            | Bronze                |
| ----- | --------------------- | ----------------- | --------------------- |
| 2000  | Ronald Mamarimbing    | Lai Chi Wai       | Daniel Abdullah       |
| 2001  |                       |                   |                       |
| 2002  | Lai Chi Wai           | Tan Leong Wai     | Yusof Yazid           |
| 2003  | Lai Chi Wai           | Chen Xiaojie      | Ma Hetai              |
| 2004  | Chen Xiaojie          | Abudzar Yulianto  | Hwang Pyeong-ju       |
| 2005  | Galar Pandu Asmoro    | Abudzar Yulianto  | Chen Xiaojie          |
| 2006  | Erianto Rozak         | Lai Chi Wai       | Akito Matsushima      |
| 2007  | Zhong Qixin           | Chen Xiaojie      | Zhang Ning            |
| 2008  | Zhong Qixin           | Zhang Ning        | Chen Xiaojie          |
| 2009  | Alexandr Nigmatulin   | Zhong Qixin       | Mikhail Yekimenko     |
| 2010  | Alexandr Nigmatulin   | Omid Sheikhbahaei | Mohsen Mohammadinejad |
| 2012  | Rindi Sufriyanto      | Sayat Bokanov     | Alexey Molchanov      |
| 2013  | Zhong Qixin           | Reza Alipour      | Aspar Jaelolo         |
| 2014  | Fajri Ashari          | Rindi Sufriyanto  | Aspar Jaelolo         |
| 2015  | Galar Pandu Asmoro    | Reza Alipour      | Lin Penghui           |
| 2016  | Fajri Ashari          | Tonny Mamiri      | Ou Zhiyong            |
| 2017  | Reza Alipour          | Zhong Qixin       | Aspar Jaelolo         |
| 2018  | Muhammad Fajri Alfian | Sabri             | Aspar Jaelolo         |
| 2019  | Veddriq Leonardo      | Kiromal Katibin   | Rahmad Adi Mulyono    |
| 2022  | Seungbeom Lee         | Veddriq Leonardo  | Aspar Aspar           |

### Relais de vitesse
| Année | Or                                                          | Argent                                                          | Bronze                                                            |
| ----- | ----------------------------------------------------------- | --------------------------------------------------------------- | ----------------------------------------------------------------- |
| 2015  | Indonésie Galar Pandu Asmoro Aspar Jaelolo Abudzar Yulianto | Chine Li Guangdong Ou Zhiyong Zhong Qixin                       | Corée du Sud Chae Sung-joon Cho Seung-woon Kim Hyun-jae           |
| 2016  | Chine Lin Penghui Ou Zhiyong Zhong Qixin                    | Indonésie Fajri Ashari Aspar Jaelolo Tonny Mamiri               | Chine Bianba Zhaxi Li Guangdong Li Guangfeng                      |
| 2017  | Indonésie Aspar Jaelolo Sabri Rindi Sufriyanto              | Iran Ehsan Asrar Mohammad Reza Ehteshamnia Hamid Reza Touzandeh | Indonésie Muhammad Hinayah Septo Wibowo Siburian Abudzar Yulianto |
| 2019  | Indonésie Sabri Rahmad Adi Mulyono Fatchur Roji             | Indonésie Kiromal Katibin Veddriq Leonardo Zaenal Aripin        | Kazakhstan Amir Maimuratov Rishat Khaibullin Roman Kostyukov      |

### Combiné
| Année | Or              | Argent          | Bronze        |
| ----- | --------------- | --------------- | ------------- |
| 2018  | Meichi Narasaki | Rei Sugimoto    | Pan Yufei     |
| 2019  | Kokoro Fujii    | Yoshiyuki Ogata | Yuta Imaizumi |
| 2022  | Tomoa Narasaki  | Kokoro Fujii    | Dohyun Lee    |

## Médaillées

### Difficulté
| Année | Or            | Argent                    | Bronze                  |
| ----- | ------------- | ------------------------- | ----------------------- |
| 2000  | Go Mi-sun     | Kim Hyun-jung             | Liu Hiu Ying            |
| 2001  |               |                           |                         |
| 2002  | Go Mi-sun     | Kim Hyun-jung             | Liu Hiu Ying            |
| 2003  | Go Mi-sun     | Rie Kimura                | Huang Liping            |
| 2004  | Kim Ja-in     | Go Mi-sun                 | Yuka Kobayashi          |
| 2005  | Kim Ja-in     | Huang Liping              | Liu Hiu Ying            |
| 2006  | Kim Ja-in     | Akiyo Noguchi             | Liu Hiu Ying            |
| 2007  | Kim Ja-in     | Huang Liping              | Liu Hiu Ying            |
| 2008  | Kim Ja-in     | Yuka Kobayashi            | Han Seu-ran             |
| 2009  | Kim Ja-in     | Akiyo Noguchi Han Seu-ran | Non attribuée           |
| 2010  | Kim Ja-in     | Akiyo Noguchi             | Shin Woon-seon          |
| 2012  | Kim Ja-in     | Han Seu-ran               | Renqing Lamu            |
| 2013  | Renqing Lamu  | Yelena Grunyashina        | Tamara Kuznetsova       |
| 2014  | Kim Ja-in     | Risa Ota                  | Elnaz Rekabi            |
| 2015  | Kim Ja-in     | Yuka Kobayashi            | Risa Ota                |
| 2016  | Akiyo Noguchi | Renqing Lamu              | Kim Ja-in               |
| 2017  | Aya Onoe      | Akiyo Noguchi             | Mei Kotake              |
| 2018  | Kim Ja-in     | Akiyo Noguchi             | Mei Kotake              |
| 2019  | Seo Chae-hyun | Nanako Kura               | Ragil Rakasiwi Kharisma |
| 2022  | Seo Chae-hyun | Gayeong Oh                | Kim Ja-in               |

### Bloc
| Année | Or            | Argent        | Bronze                |
| ----- | ------------- | ------------- | --------------------- |
| 2001  | Go Mi-sun     | Kim Hyun-jung | Choi Shun Yuk         |
| 2006  | Akiyo Noguchi | Kim Ja-in     | Tomoko Ogawa          |
| 2007  | Kim Ja-in     | Akiyo Noguchi | Huang Liping          |
| 2008  | Kim Ja-in     | Beatrix Chong | Han Seu-ran           |
| 2009  | Akiyo Noguchi | Kim Ja-in     | Kim In-kyoung         |
| 2010  | Akiyo Noguchi | Kim Ja-in     | Shin Woon-seon        |
| 2012  | Kim Ja-in     | Renqing Lamu  | Lee Hung-ying         |
| 2013  | Renqing Lamu  | Elnaz Rekabi  | Tamara Kuznetsova     |
| 2014  | Miho Nonaka   | Sa Sol        | Fitria Hartani        |
| 2015  | Miho Nonaka   | Akiyo Noguchi | Kim Ja-in             |
| 2016  | Akiyo Noguchi | Aya Onoe      | Lee Hung-ying         |
| 2017  | Akiyo Noguchi | Aya Onoe      | Puntarika Tunyavanich |
| 2018  | Futaba Ito    | Nanako Kura   | Saki Kikuchi          |
| 2019  | Seo Chae-hyun | Nanako Kura   | Lee Hung-ying         |
| 2022  | Futaba Ito    | Zhilu Luo     | Seo Chae-hyun         |

### Vitesse
| Année | Or                    | Argent                      | Bronze               |
| ----- | --------------------- | --------------------------- | -------------------- |
| 2000  | Agung Etti Hendrawati | Yuyun Yuniar                | Kim Hyun-jung        |
| 2001  |                       |                             |                      |
| 2002  | Kim Joung-mi          | Choi Shun Yuk               | Zhang Qing           |
| 2003  | Agung Etti Hendrawati | Evi Neliwati                | Yuyun Yuniar         |
| 2004  | Evi Neliwati          | Agung Etti Hendrawati       | Lisa Cheng           |
| 2005  | Agung Etti Hendrawati | Evi Neliwati                | Lisa Cheng           |
| 2006  | Lisa Cheng            | Beatrix Chong               | Yuyun Yuniar         |
| 2007  | He Cuifang            | Li Chunhua                  | Pan Xuhua            |
| 2008  | He Cuifang            | He Cuilian                  | Li Chunhua           |
| 2009  | Li Chunhua            | He Cuifang                  | Dinara Irsaliyeva    |
| 2010  | He Cuilian            | Wang Yang                   | Li Chunhua           |
| 2012  | Wang Yang             | He Cuilian                  | Tamara Kuznetsova    |
| 2013  | Farnaz Esmaeilzadeh   | Tita Supita                 | Tamara Kuznetsova    |
| 2014  | Tita Supita           | Farnaz Esmaeilzadeh         | Mudji Mulyani        |
| 2015  | Tita Supita           | Tamara Kuznetsova           | Puji Lestari         |
| 2016  | He Cuilian            | Mudji Mulyani               | Tita Supita          |
| 2017  | Puji Lestari          | Song Yiling                 | Aries Susanti Rahayu |
| 2018  | Agustina Sari         | Song Yiling                 | Aries Susanti Rahayu |
| 2019  | Nurul Iqamah          | Tian Peiyang                | Rajiah Sallsabillah  |
| 2022  | Nurul Iqamah          | Made Rita Kusuma Dewi Desak | Rajiah Sallsabillah  |

### Relais de vitesse
| Année | Or                                                            | Argent                                                        | Bronze                                                             |
| ----- | ------------------------------------------------------------- | ------------------------------------------------------------- | ------------------------------------------------------------------ |
| 2015  | Indonésie Puji Lestari Ita Triana Purnamasari Tita Supita     | Chine He Cuilian Jiang Rong Pubu Zhuoma                       | Singapour Janice Ng Judith Sim Zhang Bin Bin                       |
| 2016  | Indonésie Mudji Mulyani Tita Supita Santy Wellyanti           | Chine He Cuilian Pubu Zhuoma Renqing Lamu                     | Iran Farnaz Esmaeilzadeh Elnaz Rekabi Sima Soltani                 |
| 2017  | Indonésie Puji Lestari Aries Susanti Rahayu Santy Wellyanti   | Indonésie Fitriyani Rajiah Sallsabillah Dhorifatus Syafi'iyah | Iran Farnaz Esmaeilzadeh Azam Karami Hadis Nazari                  |
| 2019  | Indonésie Nurul Iqamah Rajiah Sallsabillah Amanda Narda Mutia | Indonésie Dhorifatus Syafi'iyah Mudji Mulyani Berthdigna Devi | Kazakhstan Assel Marienova Tamara Ulzhabayeva Margarita Agambayeva |

### Combiné
| Année | Or            | Argent        | Bronze        |
| ----- | ------------- | ------------- | ------------- |
| 2018  | Akiyo Noguchi | Miho Nonaka   | Futaba Ito    |
| 2019  | Nurul Iqamah  | Nanako Kura   | Lee Hung-ying |
| 2022  | Seo Chae-hyun | Natsuki Tanii | Futaba Ito    |